# Gymnophytomyza heteroneura
Gymnophytomyza heteroneura är en tvåvingeart som beskrevs av Friedrich Georg Hendel 1920. Gymnophytomyza heteroneura ingår i släktet Gymnophytomyza och familjen minerarflugor. Arten har ej påträffats i Sverige. Inga underarter finns listade i Catalogue of Life.